# Militair Revalidatie Centrum Aardenburg
Het Militair Revalidatie Centrum Aardenburg (MRC) is een gespecialiseerd revalidatiecentrum, gelegen in Doorn.
Het revalidatiecentrum valt onder het Ministerie van Defensie binnen de Defensie Gezondheidszorg Organisatie en behandelt zowel militairen als burgers. Het MRC is een relatief klein centrum dat 80 patiënten klinisch kan opnemen. Daarnaast kunnen nog 30 patiënten ambulant worden behandeld.

## Wetenswaardigheden
Plaatsvervangend commandant Monika Kop-Wijering ontving in 2022 de medaille voor steun aan de Oekraïense strijdkrachten voor haar inzet om Oekraïense patiënten revalidatiezorg te bieden.

## externe link
- MRC website
- Jubileumboek